# 巴考
巴考是西非國家岡比亞的城鎮，由西部區負責管轄，位於該國西部班珠爾以西9公里的大西洋沿岸，鎮上有植物園、海灘和鱷魚潭，主要經濟活動是旅遊業，2010年人口估計約64,518。

## 外部連結
- Bakau Hotels, Photos, Information and Map （页面存档备份，存于）
- Bakau is linked to Kings Langley, a village in Hertfordshire, UK

13°29′N 16°41′W / 13.483°N 16.683°W